# Ernst Beier (Architekt)

Ernst Beier mit seiner Frau Johanna Beier

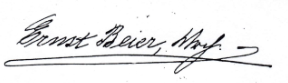
Unterschrift von Ernst Beier

Ernst August Beier (* März 1874 in Oederan; † August 1911 in Chemnitz) war ein deutscher Architekt.

## Leben
Ernst Beier studierte 1895–1896 an der Dresdner Kunstakademie in der Meisterklasse von Paul Wallot. Er unterhielt später in Chemnitz im Haus Zwickauer Straße 33 ein Atelier für Architektur. Er erbaute u. a. die Rathäuser in Lunzenau, Oberlungwitz, Bernsdorf, Rabenstein und Neukirchen.
Seine Pläne und Abbildungen von der neuen Schule in Herrenhaide wurden auf der Weltausstellung Brüssel 1910 ausgestellt.

## Bauten und Entwürfe

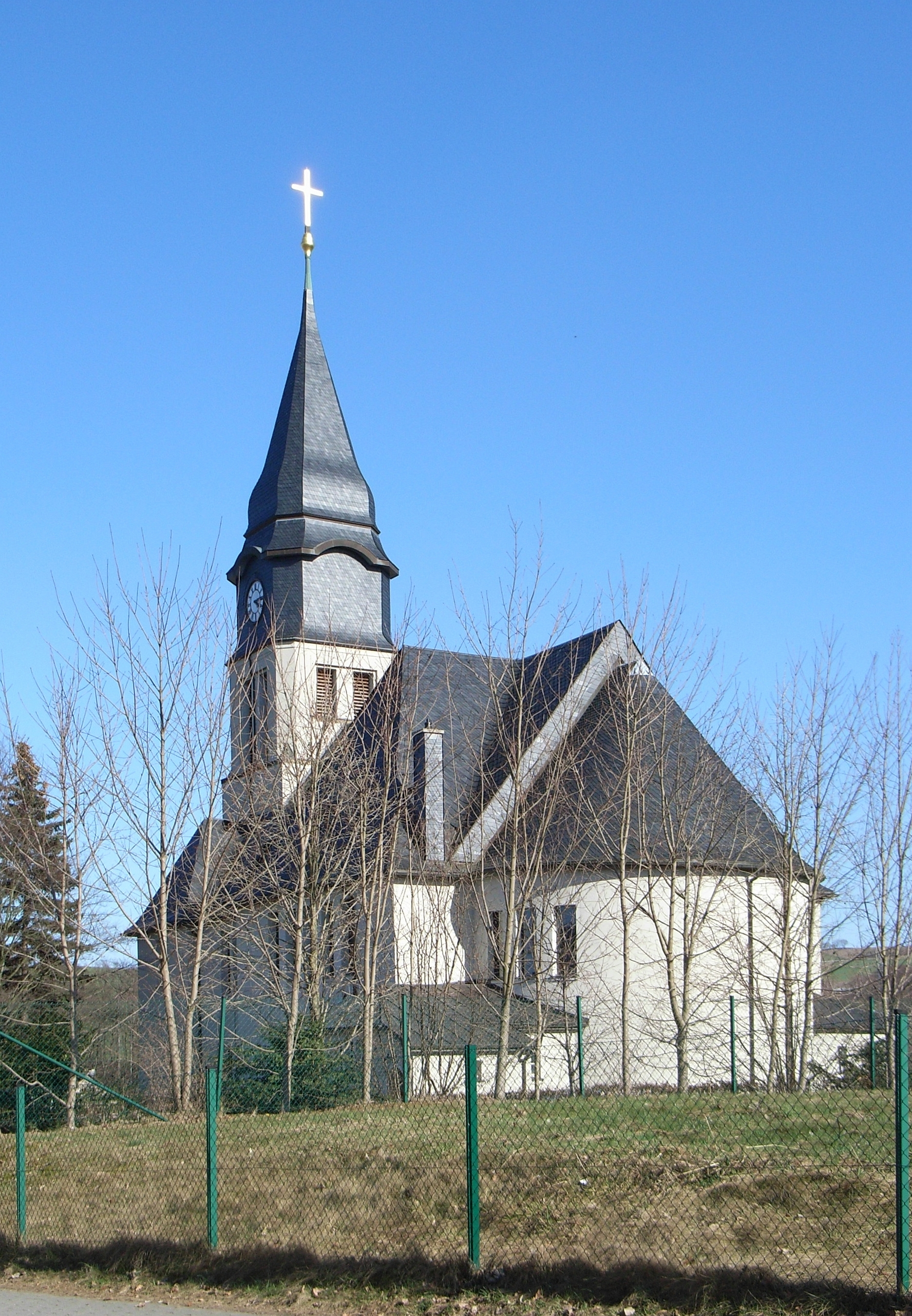
Kreuzkirche in Klaffenbach

### In Chemnitz
- Erweiterungsbau des Hauptpostamts
- 1897: Wettbewerbsentwurf für das Kaufmännische Vereinshaus (gemeinsam mit seinem Bruder Bruno Beier; prämiert als einer von vier gleichwertigen Entwürfen)[1]
- Pfarrhaus (Diakonat) der St.-Nikolai-Gemeinde an der Gabelsbergerstraße
- 1900: Kegelheim in der Vorstadt Kappel
- 1901: Wettbewerbsentwurf für das Dienstgebäude der Kreishauptmannschaft Chemnitz und der Amtshauptmannschaft Chemnitz auf dem Kaßberg (prämiert mit einem von drei 3. Preisen)[2]

### In Chemnitz-Erfenschlag
- 1906–1907: Gemeindehaus[3]

### In Göppersdorf (Burgstädt)
- Rathaus
- Turnhalle

### In Herrenhaide
- Schulgebäude

### In Klaffenbach (Chemnitz)
- 1910–1911: evangelische Kreuzkirche (postum fertiggestellt; unter Denkmalschutz)[4][5]

### In Köthensdorf
- Schulgebäude (postum durch Architekt Schreiber ausgeführt)

### In Limbach (Limbach-Oberfrohna)
- sechs Wohnhäuser für den Spar- und Bauverein
- Postdienstgebäude an der Moritzstraße

### In Neukirchen/Erzgeb.
- Rathaus (Einweihung am 15. Dezember 1904)[6]